# Aroldo Spadoni
Aroldo Spadoni (ur. 20 października 1943 w Corinaldo) – włoski kolarz torowy i szosowy, srebrny medalista torowych mistrzostw świata.

## Kariera
Największy sukces w karierze Aroldo Spadoni osiągnął w 1965 roku, kiedy wspólnie z Luigim Roncaglią, Cipriano Chemello, i Cencio Mantovanim zdobył srebrny medal w drużynowym wyścigu na dochodzenie podczas torowych mistrzostw świata w San Sebastián. Był to jedyny medal wywalczony przez Spadoniego na międzynarodowej imprezie tej rangi. Startował także w wyścigach szosowych, zwyciężając między innymi w kryterium w szwajcarskim Grenchen w 1970 roku. Nigdy nie wystąpił na igrzyskach olimpijskich.